# S/2000 (1998 WW31) 1
S/2000 (1998 WW31) 1 ist der Mond des transneptunischen Objekts 1998 WW31, mit dem er nach Pluto-Charon das erste entdeckte Doppelsystem im Kuipergürtel bildet.
S/2000 (1998 WW31) 1 wurde im April 2001 von Christian Veillet, Joshua Shapiro und Alain Doressoundiram auf Aufnahmen entdeckt, die am 21. und 22. Dezember 2000 angefertigt wurden. Die Entdeckung wurde am 16. April 2001 veröffentlicht.